# 少年吸血鬼阿曼德
《少年吸血鬼阿曼德》（英語：The Vampire Armand）是美國作家安·萊絲的系列小說「吸血鬼紀事」第六部，於1998年出版。時報文化於2009年5月25日在臺灣發行正體中文版，由洪凌翻譯。小說以阿曼德本人為敍事者，時間背景從文藝復興時代初期延伸至20世紀末。

## 內容概述
阿曼德首次登場於1976年的小說《夜訪吸血鬼》，不過很少提及他的身世。而在這部小說中，阿曼德將細緻述說他年華流轉五百年的故事。小說譯者洪凌認為「他 (阿曼德) 的物語毋寧是一則包羅東正教與傳統天主教隱喩的神聖空間／器皿敍述。」
阿曼德出生在15世紀末的基輔，本名安特烈 (Андрей, )，是基輔洞窟修道院的聖像畫家。後被奴隸商劫持到君士坦丁堡，再輾轉至威尼斯於一家妓院工作。馬瑞斯·德·羅曼路斯 (他的生平記載於《聖血與純金》)，一名來自羅馬帝國時代的古老吸血鬼注意到了剛來威尼斯的阿曼德，並開始追求他，還將他的名字改成義大利式的阿曼狄歐 (Amadeo，意為「上帝所鍾愛的」)。馬瑞斯以畫家的身份在文藝復興時代的威尼斯過着奢華的生活，他手下有許多繪畫學徒，阿曼德也成為了他們中的一員，共同學習文藝武術，浸淫在瑰麗的藝術世界。
當阿曼德到15或16歲時，馬瑞斯將他分別帶至女子妓院和男子妓院進行性教育，培育出阿曼德的雙性愛特質。作者更以此為着手點，針對與不同性別之人的性行為之間的差異寫下數條觀測釋評。後阿曼德和一名叫哈力克爵士的英國人發展出一段戀情，哈力克瘋狂迷戀上他，但阿曼德對哈力克則沒有那麼「熱情」。與此同時，風流的阿曼德還引誘了一名剛步入社交圈的富有女子碧昂卡·宋德莉妮。不平衡的感情讓瘋狂的哈力克在一個夜晚襲擊並重傷阿曼德，當馬瑞斯回來時，發現阿曼德已瀕臨死亡。他治癒阿曼德的外傷，將他沐浴洗淨，穿戴整齊後，便賜予了他這份「暗黑禮贈」，將阿曼德轉化為吸血鬼。
此書前期以濃郁墨彩、瘋狂熾愛描繪出一位悲劇性十足的吸血鬼形象。而中期筆鋒一轉，從扭曲複雜的狂放，變為對宗教的執着和探尋。重新追尋聖徒之心的阿曼德，在幻夢中親睹地獄、天堂和韋羅尼加的聖帕，上帝的面容又是怎樣影響了他。阿曼德追求非肉身存在的上主 (the Lord) 耶穌、欲求充滿官能色情魅力的主上 (the Master) 馬瑞斯，雙重的聖邪軌跡殊途同歸。

## 性主題
如同萊絲的其他小說，《少年吸血鬼阿曼德》也對人類性愛的各種可能性做了很多探究。小說裡的吸血鬼沒有生育能力，但這並不妨礙他們享受同性戀、雙性戀或性虐戀的樂趣。這幾乎成為安·萊絲小說的主題之一，而此書更包含明顯的少年愛內容，比如馬瑞斯首次接納阿曼德成為他的情人時，阿曼德還只是一個剛過靑春期的少年。另一個例子是詳細描寫了阿曼德在妓院裡時，如何從那些「漂亮男孩」手中獲得「歡愉」。此外，小說中出場的人類角色，無論背景是處於中世紀或現代，他們幾乎都是雙性戀者。
性在小說裡被賦予獎賞與懲罰的雙重涵義，這在很大程度上觸發了故事中角色之間的衝突，這一戲劇化的關係在馬瑞斯和阿曼德之間表現得淋漓盡致。小說中還包含了不少BDSM主題，還有對「睡美人」從沈睡狀態甦醒這一主題的解惑式註釋，這或許是萊絲對自己的另一系列小說《睡美人四部曲》的引用。

## 藝術引用

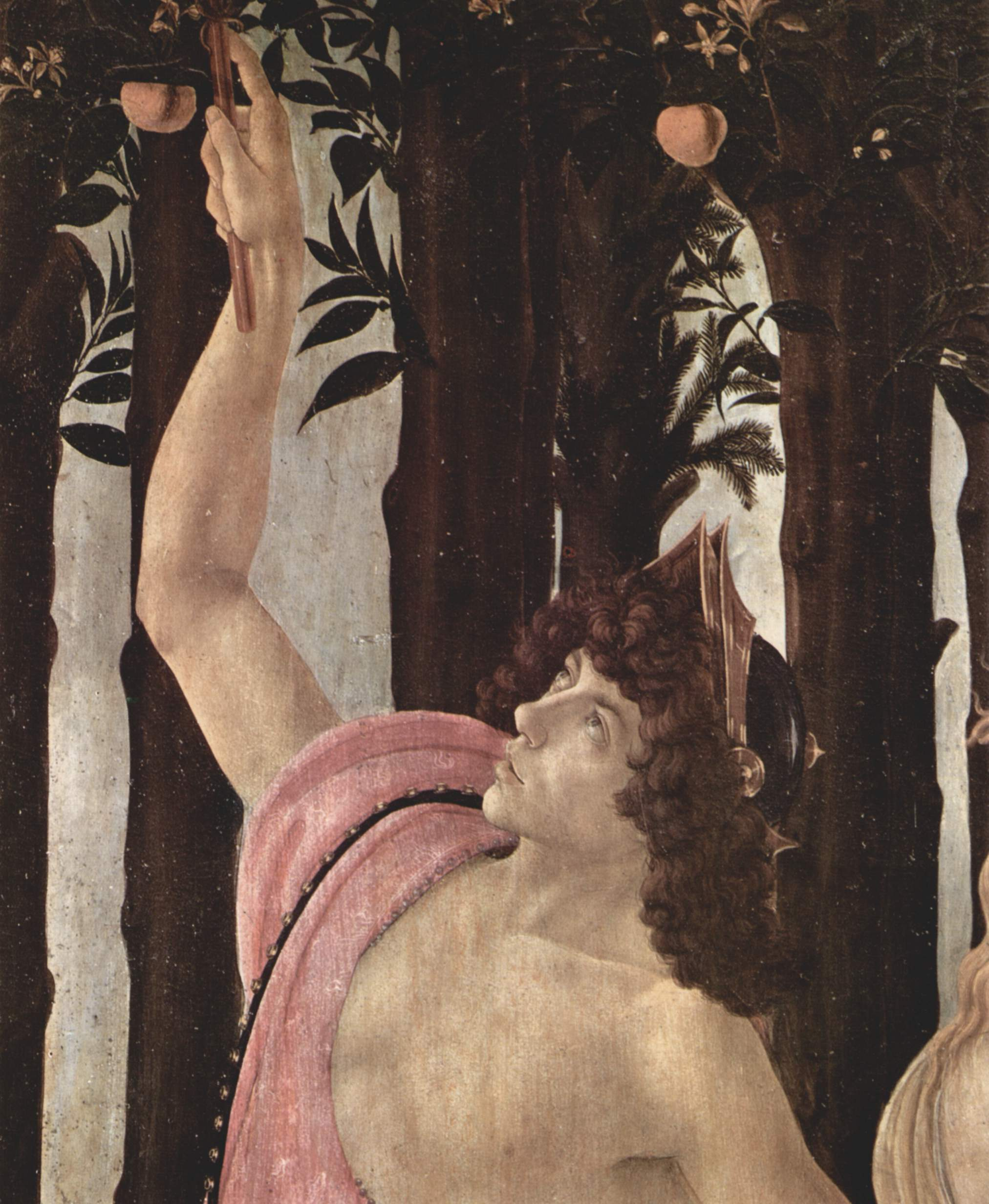
此作的藝術引用深受波提且利的影響，封面圖就是採用他的著名畫作《春》的細部。

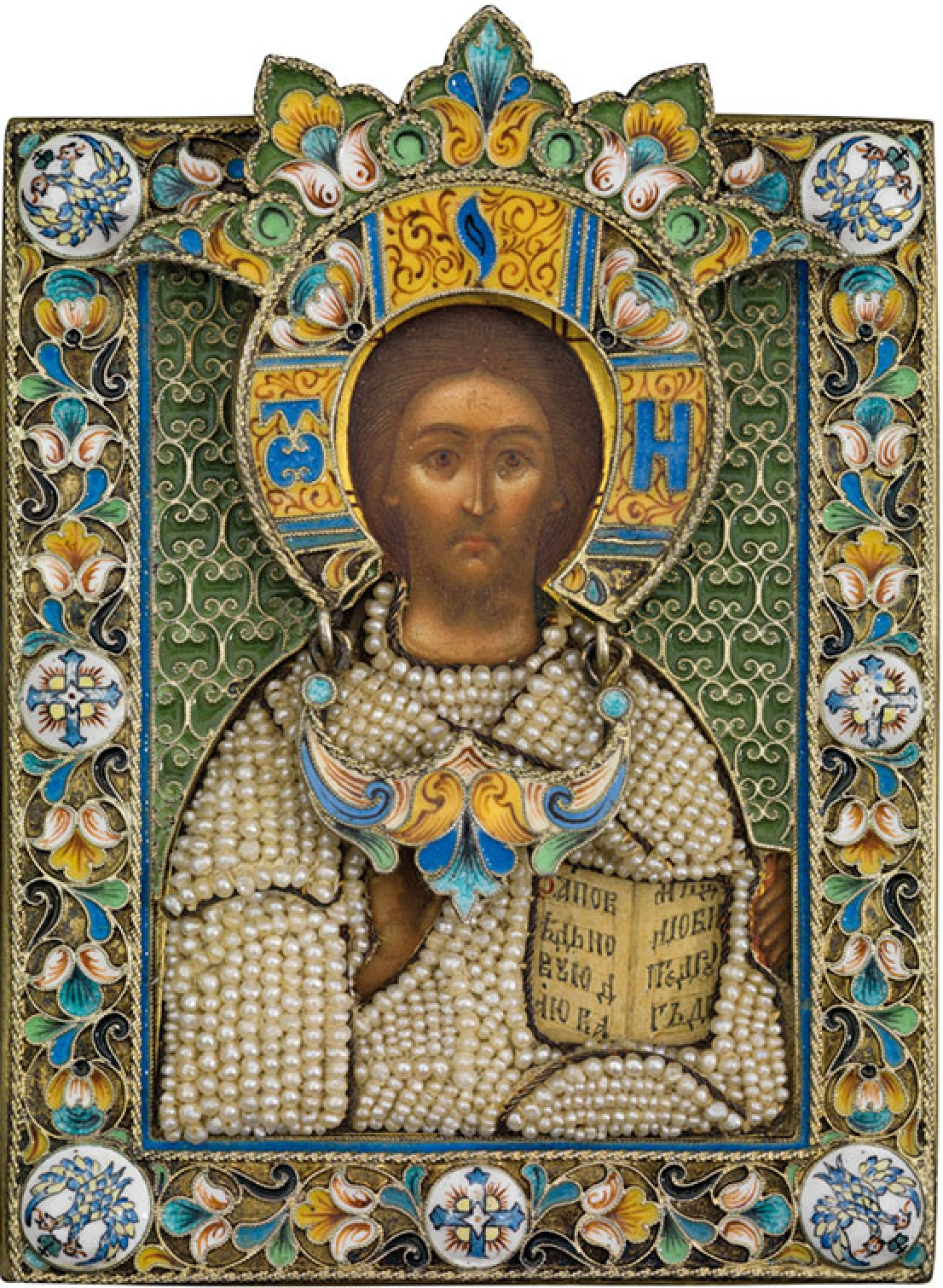
「顏料已經塗抹完成，寶石悉數鑲嵌，安置於耶穌聖像周遭。……描繪出上帝的褐髮，髮線中分，……塗黑並加深耶穌基督左手捧持的書本字體。」

安·萊絲很擅長大量考證歷史，引用藝術品。她的很多小說幾乎都會將虛構的角色置入眞實的歷史環境，並不時讓某些眞實歷史人物齊齊登場，給讀者營造出一種「似乎這些故事都是眞實的」這種感覺。《聖血與純金》裡有寫道馬瑞斯非常鍾愛山卓·波提且利以及他的畫作，甚至一度有想過將波提且利轉化成吸血鬼。而在這部小說中同樣援引了不少波提且利的藝術，阿曼德的外貌就被描述為「如同波提且利畫筆下的天使容顏」，小說中碧昂卡的肖像也是由波提且利所繪。基於阿曼德的出生背景，此作的藝術引用範圍也從西歐擴展到東歐。循着阿曼德的足跡，從中世紀的基輔羅斯至古代名城君士坦丁堡，再到文藝復興時期威尼斯的壯麗宮殿。本名安特烈 (Andrei) 的阿曼德出生在1481年的前基輔羅斯區域，小說中的他被描述為深具繪畫天賦，從小就在修道院裡描繪基督、聖母、天使和東正教聖徒的聖像，曾以為自己會在修道院度過聖潔的一生。在眞實的歷史中，也有一位叫的著名聖像畫家，大約去世於15世紀前半期的1427-1430年間，就是安特烈·羅伯夫，他的畫作幾乎可以代表那個時代的俄羅斯聖像藝術。萊絲也在此作中比較詳細的描述了那個時代聖像畫的取材、風格，作畫前必不可少的祈禱等等。一段阿曼德描繪基督聖像的情節在小說中有完整表述，再到後來阿曼德因親睹韋羅尼加的聖帕而動容，甚至作出將自己曝露在日光下的自殺式擧動，這些似乎都表示到「一段自我反省，讓阿曼德同他在俄羅斯東正教浸潤下的童年、於馬瑞斯庇護下的享樂主義生活以及新近所獲的不死之身再度聯合，這一切最終取代了純肉慾場景。」

## 反響
美國的《娛樂週刊》認為小說對阿曼德早年在威尼斯的怪誕生活方式過於贅述，指責萊絲大量「抄襲」自己過去作品中的情節和觀點。相比之下，《紐約時報》則認為小說是部「可口」有趣的故事，只是品質有點參差不齊。

## 電影出場
1994年上映的電影中，由西班牙演員安東尼奧·班德拉斯飾演阿曼德。此片中的阿曼德與小說中頗有出入，小說裡的阿曼德於17歲就轉化成吸血鬼，安東尼奧飾演的角色則完全是成年人的形象。此外，阿曼德的俄羅斯血統也在片中被改為西班牙出生。
在2002年電影中，阿曼德由澳洲演員馬修·牛頓出演。